# Eduard Dingeldey

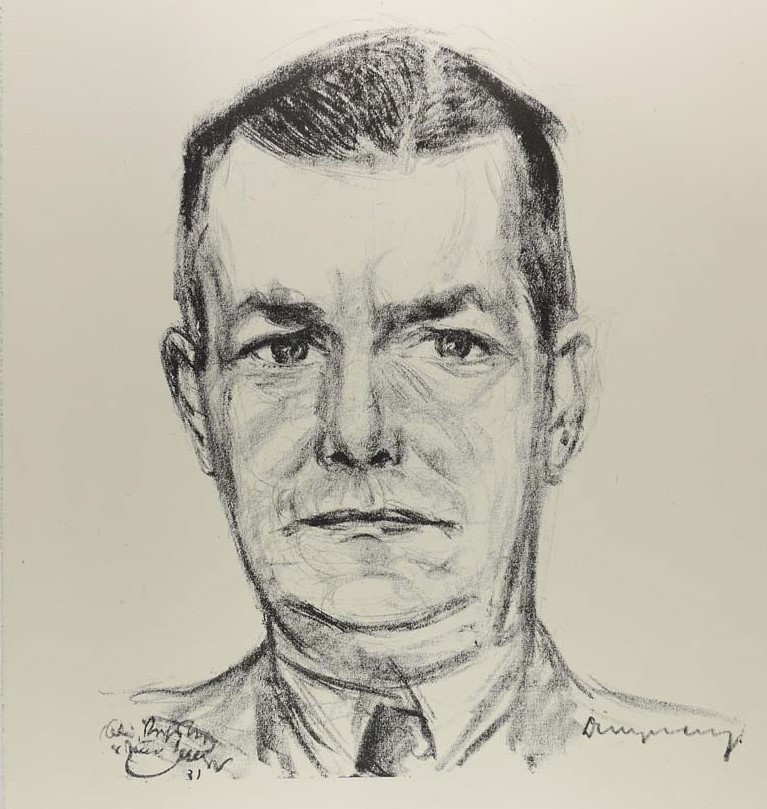
Eduard Dingeldey in 1931

Eduard Dingeldey (Gießen, 27 juni 1886 - Heidelberg, 19 juli 1942) was een Duits politicus.

## Biografie
Eduard Dingeldey studeerde rechten en economie en was vervolgens advocaat in Worms en Heidelberg. 
Eduard Dingeldey werd in 1919 gekozen voorzitter van de Duitse Volkspartij (Deutsche Volkspartei) in de deelstaat Hessen. Van 1919 tot 1928 was hij lid van de Hessische Landdag (deelstaatparlement) en was fractievoorzitter van de DVP. Van 1922 tot 1928 was hij tevens lid van het federale partijbestuur van de DVP. Van mei 1928 tot november 1933 was hij lid van de Rijksdag (Reichstag).
Eduard Dingeldey werd in 1931, als vertegenwoordiger van de rechtervleugel van de partij, voorzitter van de DVP. Hij volgde hiermee de gematigde Ernst Scholz op. Dingeldey probeerde de rechtervleugel en de liberale vleugel van de DVP bij elkaar te houden. Vervolgens drong hij aan op een lijstverbinding met de conservatieve Duitse Nationale Volkspartij (Deutschnationale Volkspartei). De lijstverbinding leverde bij de Rijksdagverkiezingen van 1932 geen winst op, alleen maar verlies. Ondertussen nam de druk op Dingeldey toe om nauw te gaan samenwerken met de NSDAP, hetgeen hij echter van de hand wees. Desondanks trad hij na de ontbinding van de DVP op last van de nazi's toe tot de NSDAP-fractie in de Rijksdag. In november 1933 trad hij als Rijksdaglid af.
Eduard Dingeldey was tijdens de periode van nationaalsocialisme werkzaam als advocaat. Hij overleed midden 1942 op 56-jarige leeftijd in Heidelberg.

## Trivia
- Zijn broer Alfred Dingeldey (1894-1949) was landraad van Gießen en lid van de Landdag van Hessen voor de CDU.